# Tyrone Edgar
Tyrone Edgar (ur. 29 marca 1982 w Greenwich) – brytyjski lekkoatleta, sprinter.
W 2012 ogłosił zakończenie kariery.
Wielokrotnie reprezentował Wielką Brytanię na międzynarodowych imprezach, bez większych indywidualnych sukcesów (w biegu na 100 metrów zajął 4. miejsce na mistrzostwach Europy junioroów w 2001, na tym samym dystansie zwyciężył w superlidze pucharu Europy w 2008) lepsze wyniki notując w sztafecie 4 x 100 metrów :
- złoto Mistrzostw Świata Juniorów w Lekkoatletyce (Santiago 2000)
- złoty medal młodzieżowych mistrzostw Europy (Bydgoszcz 2003)[2]
- srebro Uniwersjady (Izmir 2005)
- brąz mistrzostw świata (Berlin 2009)

Edgar uczestniczył w Igrzyskach Olimpijskich w Pekinie (2008), gdzie doszedł do półfinału biegu na 100 metrów, a brytyjska sztafeta 4 x 100 m, typowana do medalu została zdyskwalifikowana w półfinale.

## Rekordy życiowe
- bieg na 100 metrów – 10,06 (2008) / 10,04w (2003)
- bieg na 200 metrów – 20,96 (2001) / 20,57w (2003)
- bieg na 60 metrów (hala) – 6,60 (2004)